# Immaculata

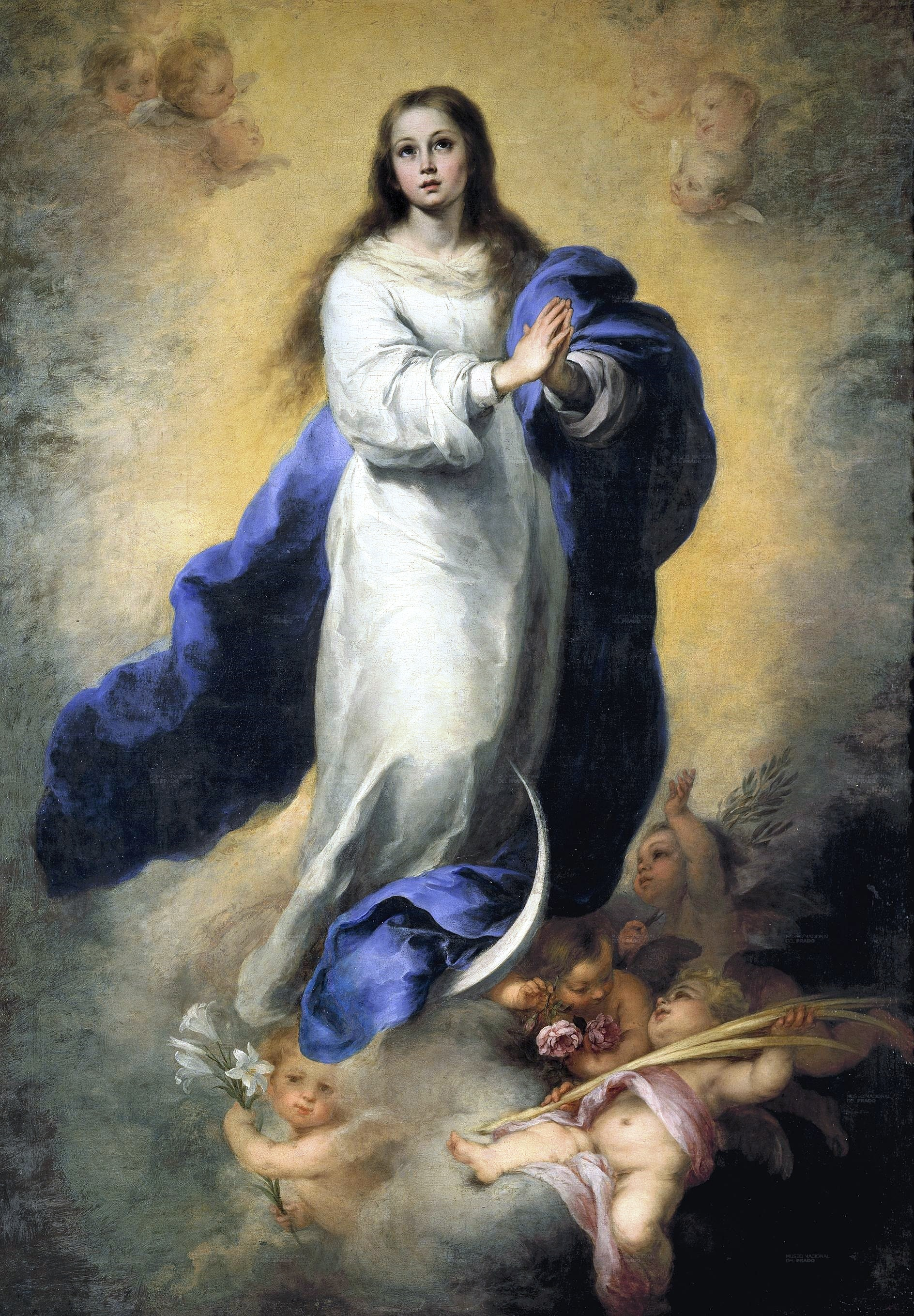
Immaculata, Bartolomé Esteban Murillo (ok. 1678)

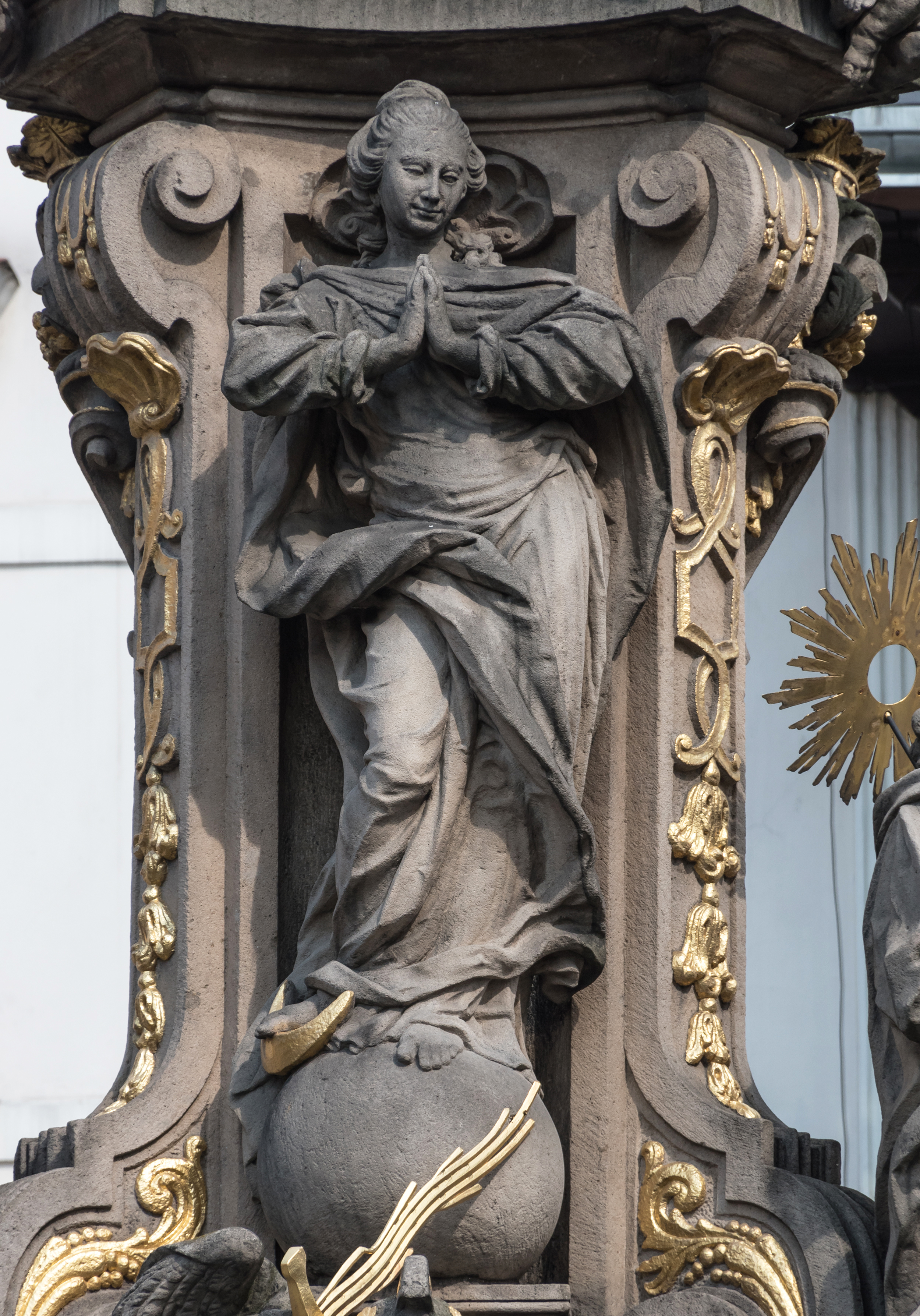
Immaculata na Kolumnie Trójcy Świętej w Bystrzycy Kłodzkiej

Immaculata (łac. niepokalana) – typ ikonograficzny, przedstawiający Marię z Nazaretu bez dziecka, w młodym wieku, w białej sukni i błękitnym płaszczu, na tle nieba, stojącą na półksiężycu oplecionym wężem, otoczoną świetlistą mandorlą i koroną z gwiazd. Wizerunek wykształcony w XVII wieku i typowy zwłaszcza dla epoki baroku i rokoko. Typ immaculaty pojawia się często w barokowej rzeźbie wolnostojącej.

## Historia
Typ powstał w wyniku utożsamienia NMP z „Niewiastą Apokaliptyczną” przedstawioną w wizji św. Jana: Potem wielki znak się ukazał na niebie: Niewiasta mandorlą obleczona w słońce i księżyc pod jej stopami, a na jej głowie wieniec z gwiazd dwunastu (Ap 12,1). Sztuka XVII wieku wykształciła własny typ wizerunku Niepokalanej tzw. immaculatę idealną, adorowaną przez anioły, z gołębicą Ducha Świętego nad głową, z wężem pod stopami. Przedstawienia tego typu były szczególnie popularne w Hiszpanii. Kardynał Federico Boromeo w traktacie De pictura sacra (1624) o sposobie przedstawiania Immaculaty napisał:
Myślimy, że można malować młodą dziewczynę okrytą płaszczem, siedzącą w miejscu promieniejącym  jasnością i otoczoną aniołami, które unoszą się wokół niej. Postaci Maryi i aniołów lekko zarysowalibyśmy w cieniu, który rozświetlałby się blaskiem spływającym z nieba i namalowalibyśmy w centrum tego blasku, lecz kreskami ledwie zaznaczonymi i niemal powietrznymi, Trzy Osoby Boskie.
W 1649 roku Francisco Pacheco napisał traktat Arte de la Pintura, w którym zawarł instrukcje dotyczące poprawnego malowania Immaculaty:
Należy malować Maryję w wieku 12–13 lat, jako bardzo piękną panienkę z dużymi oczami, cudownymi ustami i nosem, z różowymi policzkami, ze złotymi, rozpuszczonymi włosami, tak dobrze, jak tylko może to uczynić pędzel człowieka.
Juan Interián de Ayala w Pictor Christianus Eruditus (1730) napisał:
Najświętsza Dziewica w tamtym pierwszym momencie, kiedy została ożywiona i uświęcona, nie była ubrana w strój cielesny, lecz ozdobiona łaską i darami nieba. Zatem należy ją malować w białej i promieniującej sukni, haftowanej w złote gwiazdy i w błękitnym płaszczu, szerokim i jak najwspanialszym.

## Przykłady
Najbardziej przedstawienia ukazujące immaculatę wyszły spod pędzla Bartolomé Esteban Murillo. Inni twórcy malujący idealne wizerunki Niepokalanej to: Jusepe de Ribera, Guido Reni, Luca Giordano, Giovanni Battista Tiepolo. W polskiej sztuce dominują przedstawienia anonimowe, powstałe w kręgach klasztornych (np. klasztor na Jasnej Górze, klasztor karmelitów w Czernej) oraz realizacje znajdujące się w prowincjonalnych kościołach (np. kościół pw. Św. Trójcy w Tykocinie, kościół pw. Podwyższenia Krzyża św. w Wyszkowie, kościół pw. św. Michała Archanioła w Klimkówce, kościół pw. Nawiedzenia NMP w Łączniku). Przykłady obrazów:
- Niepokalane poczęcie – obraz El Greco (1608–1614)
- Niepokalane poczęcie – obraz Francisca de Zurbarána (1630–1635)
- Niepokalane poczęcie – obraz Bartolomé Estebana Murilla (ok. 1678)